# Даррен Гайдар
Даррен Гайдар (англ. Darren Haydar; 22 жовтня 1979, Мілтон, провінція Онтаріо) — канадський хокеїст, нападник. Даррен був обраний «Нашвілл Предаторс» в 9-му раунді під 248-м номером у Драфті НХЛ 1999 року.

## Ігрова кар'єра
Даррен протягом трьох сезонів у юнацькомі віці виступав у клубі «Мілтон Айсхоукс» (Хокейна ліга Онтаріо). Потім відіграв чотири роки (1998-2002) у команді Університету Нью-Гемпшира, за цей час набрав 219 очок. У 2002 році увійшов до першої команди усіх зірок ліги.
У Драфті НХЛ 1999 року був обраний під двісті сорок восьмим номером клубом «Нашвілл Предаторс». 11 вересня 2002 року, підписав трирічний контракт з «хижаками». Відігравши лише два матчі у основі «Нашвілл Предаторс» виступав за фарм-клуб «Мілвокі Едміралс» (АХЛ), у сезоні 2003/04 років здобув Кубок Колдера. 
Як вільний агент Даррен 4 липня 2006 року уклав контракт з «Атланта Трешерс». Більшість ігрового часу він провів у фарм-клубі «Чикаго Вулвс». В кінці сезону увійшов до команди усіх зірок АХЛ, також був визнаний найціннішим гравцем.
У сезоні 2007/08 років нападник у складі «Чикаго Вулвс» знову здобув Кубок Колдера. 13 жовтня 2007 року закинув свою першу шайбу в НХЛ у ворота Мартіна Бродера «Нью-Джерсі Девілс» 6:5.
У сезоні 2008/09 Гайдар уклав контракт з «Детройт Ред-Вінгс». Як і попередні угоди з клубами НХЛ весь термін контракту провів у фарм-клубі «Гранд Репідс Гріффінс», де він був капітаном та набрав 80 очок у 79 матчах регулярного сезону. За результатами сезону увійшов до другої команди усіх зірок 2008/09 років.
4 липня 2009 року Даррен підписав контракт на один рік з Колорадо Аваланч, сезон провів у фарм-клубі «Лейк Ері Монстерс». У середині сезону отримав травму та повернувся до клубу «Чикаго Вулвс», де в останній грі сезону записав на свій рахунок гольову передачу та став 43-м гравцем в історії, який досяг 600 очок.
Після трьох сезонів у складі «Чикаго Вулвс», Гайдар залишив Північну Америку та підписав однорічний контракт у Європі з клубом «Ред Булл» (Мюнхен).
У складі збірної Канади брав участь у Кубка Шпенглера.
9 червня 2014 року уклав однорічний контракт з клубом КХЛ «Медвещак». в якому провів лише чотири матчі та перебрався до клубу Австрійської хокейної ліги «Філлах». Ще один сезон Даррен провів у складі клубу «Лужицькі лисиці» після чого повернувся до Північної Америки, де і завершив ігрову кар'єру.

## Сім'я
Його старший брат Джефф Гайдар також був хокеїстом. 

## Нагороди
- Пам'ятна нагорода Дадлі «Реда» Гарретта — 2003.
- Кубок Колдера у складі «Мілвокі Едміралс» — 2004.
- Нагорода Леса Каннінгема — 2007.
- Трофей Джона Б. Солленбергера — 2007.
- Кубок Колдера у складі «Чикаго Вулвс» — 2008.